# باسكوال أورثكو (الأب)
العقيد باسكوال أورثكو (بالإسبانية: Pascual Orozco)‏ عسكري مكسيكي، شارك في الثورة المكسيكية. ولد في شيواوا عام 1859. كان تاجرًا صغيرًا في سان إيسدرو باسكوال أورثكو. شارك في القتال ضد بورفيريو دياث، معاونًا لابنه باسكوال أورثكو، ووصل إلى رتبة عقيد. كان نائبًا بالمجلس التشريعي المحلي لولاية شيواوا خلال فترة حكم فرانسيسكو ماديرو، الذي تجاهله بعد ذلك. شارك بشكل فعال في الثورة، وفي أكتوبر 1912 ألقي القبض عليه في الولايات المتحدة لانتهاكه قوانين الحيادية. ويُنسب له التأثير السياسي الكبير على ابنه، الذي أهبه للوصول لطموحه. أيضًا، تعرف إلى فيكتوريانو ويرتا الذي أرسله كمبعوث سلام للزاباتالية في 21 مارس عام 1913. أعدم رميًا بالرصاص في موريلوس في أبريل عام 1913 بأمر من إيمليانو زاباتا.